# Performance and Cocktails
Performance and Cocktails – drugi album walijskiej grupy rockowej Stereophonics. Został wydany w marcu 1999 przez wytwórnię V2 Records.

## Lista utworów
1. "Roll Up and Shine" – 3:58
2. "The Bartender and the Thief" – 2:54
3. "Hurry Up and Wait" – 4:40
4. "Pick a Part That's New" – 3:33
5. "Just Looking" – 4:13
6. "Half the Lies You Tell Ain't True" – 2:55
7. "I Wouldn't Believe Your Radio" – 3:50
8. "T-Shirt Sun Tan" – 4:04
9. "Is Yesterday, Tomorrow, Today?" – 4:02
10. "A Minute Longer" – 3:46
11. "She Takes Her Clothes Off" – 3:55
12. "Plastic California" – 4:30
13. "I Stopped to Fill My Car Up" – 4:29